# Ałatau Tałaski
Ałatau Tałaski (kaz.: Талас Алатауы, Tałas Ałatauy; kirg.: Талас Ала-Тоосу, Tałas Ałatoosu; uzb.: Talas Olatov tizmasi; ros.: Таласский Ала-Тоо, Tałasskij Ała-Too) – pasmo górskie w Tienszanie, w Kirgistanie, Uzbekistanie i Kazachstanie, rozciąga się na długości ok. 270 km. Najwyższym szczytem jest Manas, wznoszący się na wysokość 4482 m n.p.m. Występują niewielkie lodowce górskie. W Kazachstanie, u podnóża gór znajduje się rezerwat Aksu-Żabagyły.